# Eduard Arning
Eduard Arning, född den 9 juni 1855 i Manchester, död 21 augusti 1936, var en engelsk-tysk dermatolog och mikrobiolog. 1879 erhöll han sin medicine doktorsgrad från Strassburg, och efteråt var han medicinsk assistent i Strassburg under Adolf Kussmaul (1822-1902) och i Berlin under Oskar Lassar (1849-1907). 1884-86 forskade han om lepra på Hawaii. 1887 blev han specialist på hud- och könssjukdomar i Hamburg. 1919 blev han professor i dermatologi vid universitetet i Hamburg.
Arning är ihågkommen för sina medicinska studier på spetälskekolonin på Molokai. 1884 kom han till Hawaii med kung Kalākauas stöd. Han är känd för sina experiment om leprans smittsamhet. Han infekterade en dömd mördare ur urbefolkningen, som hade gått med på att låta sig infekteras med spetälska om han fick sitt dödsstraff omvandlat till livstid, och undersökte sedan sjukdomens förlopp. Vid Hawaiian Historical Society Library i Honolulu finns reproduktioner av 237 glasplåtar som Arning framställde under sin vistelse på öarna. Originalfotona finns i Hamburgisches Museum für Völkerkunde.